# Anton Delbrück
Anton Wolfgang Adalbert Delbrück (ur. 23 stycznia 1862 w Halle, zm. 21 lutego 1944 w Kirchzarten) – niemiecki lekarz psychiatra.

## Życiorys
Syn lekarza Ernsta Delbrücka (1814–1892) i Anny z domu Klenze (1826–1879); jego bratem był Clemens von Delbrück. Studiował medycynę na Uniwersytecie w Lipsku, w 1889 otrzymał tytuł doktora medycyny. Od 1886 do 1889 był lekarzem asystentem w zakładzie psychiatrycznym w Altscherbitz, od 1888 do 1889 w zakładzie psychiatrycznym Friedrichsberg pod Hamburgiem. W latach 1890 do 1899 pracował w Zurychu u Auguste′a Forela, tam w 1891 habilitował się. Był pierwszym dyrektorem St. Jürgen-Asyl w Ellen pod Bremą (od 1904 do 1927).

## Dorobek naukowy
W swojej rozprawie habilitacyjnej z 1891 roku podał klasyczny opis pseudologii, określanej niekiedy jako zespół Delbrücka. Uważany za jednego z pionierów leczenia alkoholizmu w Niemczech.

## Wybrane prace
- Zur Lehre von der Kreuzung der Nervenfasern im Chiasma nervorum opticorum. „Archiv für Psychiatrie und Nervenkrankheiten”. 21 (3), s. 746–777, 1890. DOI: 10.1007/BF02229736.
- Die pathologische Lüge und die psychisch-abnormen Schwindler. Eine Untersuchung über den allmählichen Übergang eines normalen psychologischen Vorgangs in ein pathologisches Symptom für Ärzte und Juristen. Stuttgart: Enke, 1891
- Über Hamlets Wahnsinn. Akademischer Rathhausvortrag, gehalten am 24. November 1882 in Zürich. Hamburg: Verlagsanstalt und Druckerei Actien-Gesellschaft, 1893.
- Forel A., Delbrück A. Entwurf eines schweizerischen Irrengesetzes. Archiv für Psychiatrie und Nervenkrankheiten 28, s. 307-317 (1896)
- Die angebliche Internirung eines Gesunden in einer Irrenanstalt. Berlin: Stilke, 1896
- Gerichtliche Psychopathologie. Ein kurzes Lehrbuch für Studierende, Ärzte und Juristen. Leipzig: Johann Ambrosius Barth, 1897
- Hygiene des Alkoholismus. W: Weyl's Handbuch der Hygiene. Fischer, 1901
- Ueber Trinkeranstalten. Psychiatrische Wochenschrift 3, s. 311-316 (1901)
- Ueber die forensische Bedeutung der Dementia præcox. Beilage zur Zeitschrift für Medizinal-Beamte 6, s. 23-33 (1907)
- Die Beziehungen zwischen Alkohol und Paralyse. Medizinische Blätter 30, ss. 469 (1907)
- Das Alkoholverbot in Amerika. Zeitschrift für Völkerpsychologie und Soziologie 1, s. 34; 139 (1925)
- Zur Asylierung der Trinker. Allgemeine Zeitschrift für Psychiatrie 84, s. 101-22 (1926)
- Die gegenwärtigen Probleme für den Irrenarzt im Kampfe gegen den Alkoholismus. Psychiatrisch-Neurologische Wochenschrift 31, s. 27-31 (1929)